# إسماعيل ولد الشيخ أحمد
إسماعيل ولد الشيخ أحمد ولد بابّاه (مواليد 9 نوفمبر 1960 في نواكشوط - موريتانيا) هو اقتصادي ووزير ودبلوماسي موريتاني بارز، يشغل منصب مدير ديوان الرئيس محمد ولد الغزواني، وكان يشغل منصب وزير الخارجية الموريتاني بين عامي 2018 و2022، وسبق أن عُيِّن كنائب لمبعوث الأمم المتحدة الخاص إلى ليبيا (2014)، وشغل منصب المنسق المقيم لبرنامج الأمم المتحدة الإنمائي في سوريا (2008-2012)، وكما تولى المهمة نفسها في اليمن (2012-2014). في مطلع 2014، عين نائبا لمبعوث الأمم المتحدة الخاص إلى ليبيا، ثم اختاره الأمين العام للأمم المتحدة في ديسمبر 2014 ليكون مبعوثه الخاص لتنسيق جهود مكافحة فيروس «إيبولا» الذي اجتاح دولا عديدة في غرب القارة الأفريقية. في 25 أبريل 2015 عين الموريتاني ولد الشيخ مبعوثاً أممياً لليمن خلفاً للمغربي جمال بنعمر.

## المولد والنشأة
ولد إسماعيل ولد الشيخ أحمد عام 1960م بمنطقة بيلا التي أصبحت اليوم جزءاً من العاصمة الموريتانية نواكشوط، وينحدر من مقاطعة واد الناقة (50 كلم شرق العاصمة نواكشوط) التابعة لولاية الترارزة وقد وُلد لأسرة علمية وروحية معروفة في منطقته، فجده المباشر هو محمد ولد باباه ولد محمد لُقمان، أحد فقهاء ووجهاء المنطقة.

## الدراسة والتكوين
تلقى تعليمه الابتدائي والمتوسط والثانوي في مدارس نواكشوط، فحصل على شهادة الثانوية العامة في العلوم الطبيعية عام 1980م، ومُنح للدراسة في الخارج.

درس في جامعة مونبلييه بفرنسا حتى نال شهادة البكالوريوس في الاقتصاد،
وانتقل إلى جامعة مانشستر بالمملكة المتحدة وحصل على شهادة الماجستير في
تنمية الموارد البشرية، ثم التحق بكلية ماستريخت للدراسات العليا بهولندا فحاز شهادة متقدمة في الاقتصاد وتحليل السياسات الاجتماعية. وهو يتقن العربية (لغته الأم) والفرنسية والإنجليزية.

## الوظائف والمسؤوليات
عمل ولد الشيخ أحمد بعد تخرجه موظفا بمفوضية الأمن الغذائي في موريتانيا لمدة
سنتين، قبل أن ينتقل للعمل في وظائف مختلفة بهيئات تابعة للأمم المتحدة، منها
تعيينه مطلع عام 2014 في منصب نائب مبعوث الأمم المتحدة الخاص إلى ليبيا.

## التجربة المهنية
تقلد - من خلال عمله في الأمم المتحدة على مدى 28 عاما - العديد من الوظائف والمسؤوليات في مجال التنمية والمساعدة، وتنقل بين مناصب ومهمات أممية في أفريقيا والشرق الأوسط وأوروبا الشرقية.

فقد عمل فترة طويلة في صندوق الأمم المتحدة للطفولة (يونيسف) وتولى منصب مدير إدارة التغيير بالصندوق في نيويورك، ثم نائب المدير الإقليمي للـيونيسف في شرق وجنوب شرق آسيا، كما شغل منصب ممثل اليونيسيف في جورجيا.

وخلال الفترة (2012-2008) شغل منصب المنسق المقيم لبرنامج الأمم المتحدة الإنمائي في سوريا، قبل أن يتولى المهمة نفسها في اليمن (2014-2012).

وفي مطلع عام 2014، عين نائبا لمبعوث الأمم المتحدة الخاص إلى ليبيا، ثم اختاره [[أمين عام الأمم المتحدة في ديسمبر / كانون الأول من نفس السنة ليكون مبعوثه الخاص لتنسيق جهود مكافحة فيروس "إيبولا" الذي اجتاح دولا عديدة في غرب القارة الأفريقية.

يوصف ولد الشيخ بأنه تعامل في مناصبه الدولية المختلفة مع القضايا التي كلف بها بحرفية الدبلوماسي وعقلية الاقتصادي، فحقق نجاحات في بعض الملفات الكبرى،
من بينها جهوده في مواجهة «إيبولا» التي ساهمت في الحد من انتشار الوباء الذي اجتاح غينيا، وليبيريا، وسيراليون، وهدد بلدانا أخرى في الغرب الأفريقي.

وعُرف بين زملائه -وفقا لبعض من عملوا معه - بالقدرة على الاستماع، والبحث عن
نقاط التلاقي بين الفرقاء، والصبر على التفاوض، فضلا عن إتقانه لعدة لغات أهلته
لدراسة ثقافات متنوعة.

تردد اسمه في أبريل 2015 أحد أبرز المرشحين لخلافة جمال بن عمر في
منصبه مبعوثا أمميا إلى اليمن. وفي 23 أبريل / نيسان 2015، أبلغ الأمين العام للأمم المتحدة بان كي مون مجلس الأمن اعتزامه تعيين الدبلوماسي الموريتاني مبعوثا جديدا لليمن، وبعد يومين من ذلك، أعلن رسميا عن تعيين إسماعيل ولد الشيخ أحمد للمنصب المذكور.